# 前田剛秀
前田 剛秀（まえだ たけひで、1979年2月17日 - ）は、岩手県盛岡市出身のレーシングドライバー。実業家。岩手医科大学歯学部卒。

## 概要
2003年、FJ1600東北シリーズにて公式レースデビュー。
岩手県内では医大生レーサーとして取り上げられ、ニュースやドキュメンタリー番組、CM出演、雑誌にてコラム掲載など、多くのメディアに取り上げられた。

## 経歴
- 1979年 岩手県盛岡市に生まれる
- 2000年 岩手医科大学歯学部在学中にカートを始める
- 2001年 プレイングカートフェスティバル　全国2位
- 2002年 チームフォーミュラスピリット所属
- 2003年 岩手県の酒造会社「あさ開」のスポンサーを受け「FJ1600東北シリーズ」及び「FJ1600もてぎシリーズ」参戦。岩手県のパチンコ店「アミューズメントパーラークエスト」のCM出演
- 2004年 F4東日本シリーズ参戦
- 2005年 レーシングガレージエノモトに移籍、FJ1600東北シリーズ参戦
- 2006年 FJ1600富士シリーズ参戦。Mita Projectに移籍し、「ホンダエキサイティングカップ　インテグラワンメイクレース、東北シリーズ」及び「F1チャレンジカップ」参戦
- 2007年 株式会社創造電力のCM出演。「インテグラワンメイクレース　東日本シリーズ」参戦。韓国にてKGTCテスト
- 2008年 SUPER GT GT300クラスに参戦